# 무스타파 압뒬할리크 렌다

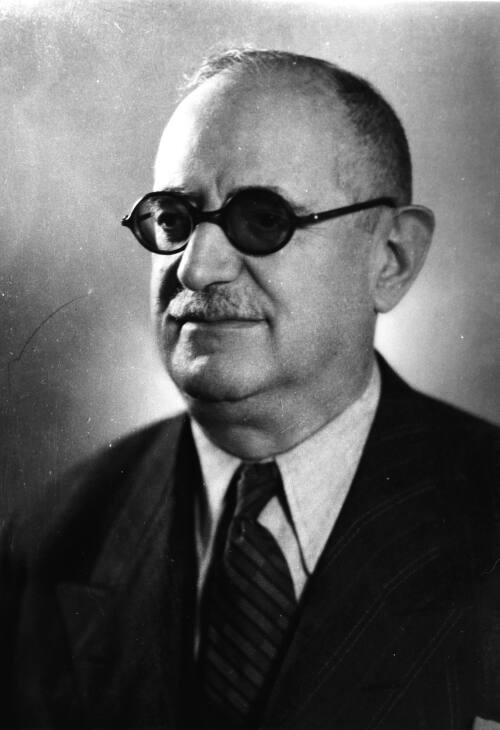
무스타파 압뒬할리크 렌다

무스타파 압뒬할리크 렌다(튀르키예어: Mustafa Abdülhalik Renda, 1881년 ~ 1957년 10월 1일)는 오스만 제국의 공무원이자 정치가이고, 무스타파 케말 아타튀르크의 협력자이다.

## 생애
무스타파 압뒬할리크 렌다는 그리스의 이오아니나에서 태어났다. 1903년부터 1918년까지 오스만 제국의 여러 도시에서 장관으로 지냈다가 1918년 몰타로 6개월간 추방당하기도 했다. 오스만 제국으로 다시 복귀한 후 1923년부터 1935년까지 내각의 장관으로 있었으며 1946년에 복귀, 1948년까지 내각에 있었다.
1935년 5월 1일 국회의 대변인으로 선출되어 1946년 8월 5일까지 있었다.
압뒬할리크 렌다는 1957년 10월 1일 이스탄불에서 사망하였다.